# Terapia przytrzymywania
Terapia przytrzymywania (ang. holding therapy) – kontrowersyjna, alternatywna psychoterapia, która ma adresować deficyty podstawowej interakcji socjalnej u osób z autyzmem i innymi zaburzeniami relacji emocjonalnych. Metoda holding należy do technik z tzw. terapii więzi (ang. attachment therapies); inne znane to: terapia rebirthing (nie mylić z metodą oddechową rebirthing), terapia redukcji złości (ang. rage-reduction therapy), model Evergreen, a także: ang. compression holding therapy, ang. corrective attachment therapy czy ang. holding time. Model nawiązuje luźno do teorii przywiązania Bowlbiego, z którą nie powinien być utożsamiany, jak również z, bazującą na tej teorii, terapią opartą na więzi (ang. attachment-based therapy).

## Historia
Terapia zaczęła być stosowana w końcu lat 70. XX wieku. Jej twórczyni, Marta Welch, założyła w 1978 w Greenwich (USA) Mothering Center, będący jednostką terapeutyczno-badawczą. Autorka opracowała metodę na podstawie doświadczeń własnych w pracy z dziećmi. Popularność metody szybko rosła i została ona implementowana na grunt europejski, głównie do Wielkiej Brytanii i Niemiec. Zwolennikiem terapii był noblista Nikolaas Tinbergen, choć okazało się, że swoich przekonań nie opierał na podstawach naukowych.

## Założenia
Podstawowe założenie terapii głosi, że możliwe jest budowanie, przywracanie oraz wzmacnianie więzi między matką, a dzieckiem autystycznym (lub zaburzonym emocjonalnie) poprzez intensywny kontakt fizyczny, także wymuszony, zastosowany wbrew woli dziecka. Autyści, chcąc redukować lęki wynikające z interakcji i usiłując unikać sytuacji społecznych, mają uciekać w stereotypie, natręctwa i autostymulację. Terapia holding odpowiadać ma na deficyty podstawowej interakcji socjalnej, być strategią, na bazie której lęki autysty mają być redukowane, co ma pozwalać na "odrzucenie sprzeciwu" wobec kontaktu z otoczeniem. Skutkiem ma być nauka nowych zachowań, co ma deprecjonować potrzebę użycia strategii autystycznych.

## Przebieg sesji
W trakcie przebiegu sesji terapeutycznej wyróżniane są trzy fazy: konfrontacja, odrzucenie i rozwiązanie.
Podczas sesji matka trzyma dziecko na kolanach, twarzą w twarz. Dziecko obejmuje matkę pod ramionami. Matka może przytrzymywać ręce dziecka, gdy to będzie się chciało wyrwać, bić lub samostymulować. Ważne jest utrzymywanie kontaktu wzrokowego. W sesji może ponadto uczestniczyć ktoś z rodziny (np. ojciec dziecka, babcia). Zadaniem tej osoby jest obejmowanie matki i dostarczanie jej wsparcia emocjonalnego. Zadaniem terapeuty jest natomiast zachęcanie matki do wyrażania swoich stanów i uczuć, które częstokroć są gwałtowne (płacz, okrzyki). Część dzieci nawiązuje w sytuacji terapeutycznej szybki kontakt, a część koncentruje się na innych rzeczach. W wyniku nalegań matki rodzi się opór i odrzucenie. Dziecko może mówić, że nie kocha matki, stara się wyrwać, kopać, pluć uderzać głową, a nawet mogą wystąpić wymioty, czy moczenie. Najważniejsze w tym momencie ma być wyrażenie żalu, niepokojów i pretensji, co ma prowadzić ostatecznie do fazy rozwiązania – bardzo intensywnie przeżywanej bliskości fizycznej i werbalnej. Taki pełny kontakt z dzieckiem może trwać podczas pojedynczej sesji do 30 minut. Warunkiem sukcesu terapeutycznego ma być nieprzerywanie sesji i doprowadzenie dziecka do pełnego odprężenia.
Terapia ma być stosowana również w stosunku do osób dorosłych, co wymaga użycia innych technik i większej siły, tak aby pacjent odczuł przewagę terapeuty.
Program terapii zmieniał się w czasie: oryginalny zawierał również agresywne techniki prowokacyjne, które (podobnie jak przytrzymywanie) miały skłaniać pacjenta do przeżycia katharsis. Skutkiem miało być  zbudowanie więzi między opiekunem, a dzieckiem. Stosowano również dodatkowe techniki. Najbardziej znaną ze względu na śmierć dziesięcioletniej Candace Newmaker, jest rebirthing, który ma symulować ponowne narodziny (np. poprzez zawinięcie pacjenta ciasno w prześcieradła). Celem, jak w wypadku metody przytrzymywania, ma być "emocjonalne odblokowanie". Inne, najbardziej znane kontrowersyjne techniki, skupione pod nazwą "terapeutyczne rodzicielstwo" (ang. therapeutic parenting), to m.in. wymuszanie wielogodzinnego siedzenia na krześle, zmuszanie do wykonywania bezsensownych zajęć domowych, ograniczanie posiłków czy zakazywanie korzystania z toalety. Zwolennicy terapii zalecali również dostosowanie zachowań opiekuna do domniemanego, niskiego wieku rozwojowego dziecka. Zakładano, że kołysanie na rękach i karmienie słodyczami na bazie mleka, pozwoli na rozwój emocjonalnej więzi. Po głośnych sprawach sądowych, związanych ze śmiercią dzieci poddanych terapii więzi, program zmienił się. Zrezygnowano z technik prowokacyjnych, choć obecnie nadal aprobowane jest unieruchamianie pacjenta wbrew jego woli. Nie jest jasne, czy nowe programy terapii przytrzymywania nadal uwzględniają część z technik rodzicielstwa terapeutycznego.

## Krytyka
Z terapią więzi powiązuje się śmierć kilku dzieci, do których przyczynili się terapeuci oraz rodzice instruowani przez terapeutów (lub inspirowani metodą). Na skutek doniesień o zagrażającym charakterze terapii, National Crime Victims Research and Treatment Center (poparte przez Ministerstwo Sprawiedliwości USA), Amerykańskie Towarzystwo Psychologiczne oraz American Professional Society on Abuse of Children opublikowały specjalne raporty oceniające i potępiające terapię więzi. Wkrótce po tym, międzynarodowa organizacja zrzeszająca terapeutów więzi (ATTACh) wydała oświadczenie, w którym zakazano technik bazujących na prowokacji lub przymusie (w tym: trzymania dziecka bez jego zgody, wymuszania kontaktu wzrokowego i odzwierciedlania uczuć). Obecnie nie jest jasny stosunek ATTACh do techniki przytrzymywania, choć nie wygląda na to, by nadal była zakazana. Potępienie dla terapii więzi, wyraziło wiele innych instytucji w USA i na całym świecie (m.in. Sąd Najwyższy i Kongres USA, Amerykańskie Towarzystwo Psychiatryczne, Autism National Committee, American Association on Intellectual and Developmental Disabilities).
Zarówno teoria, jak i efektywność terapii więzi, nie jest udowodniona. Nieliczne badania dotyczące efektywności charakteryzują się wieloma ograniczeniami i błędami metodologicznymi (np. brak grup porównawczych, błędne użycie testów statystycznych). Terapie więzi zostały zdyskredytowane przez ekspertów; uważane są za pseudonaukowe i szkodliwe. Brak jest również dowodów na skuteczność nowszych programów terapii holding, zmienionych po głośnych procesach sądowych. Pomimo licznych kontrowersji metoda nadal znajduje swoich zwolenników, również w Polsce. 
Niektórzy zwolennicy metody zauważają problem przemocy, jako centralnego punkt koncepcji, choć swoje zastrzeżenia odnoszą jedynie do trudności w nawiązaniu autentycznego dialogu terapeutycznego. Krytycy wskazują na więcej potencjalnych problemów:
- Dzieci przymuszane do bliskości mogą jedynie nauczyć się udawać przywiązanie.
- Przymusowe przytrzymanie może potencjalnie powodować ekstremalny dyskomfort u dzieci, które nie tolerują dotyku, są nadwrażliwe lub mają trudności z nawiązaniem i utrzymaniem kontaktu wzrokowego.
- Wymuszone przytrzymywanie ze strony osoby, którą dziecko kocha i ufa, może być psychicznie bardziej szkodliwe niż korzystne.
- Terapia może dawać nierealistyczną nadzieję, że dziecko zostanie wyleczone z autyzmu[19].